# Libel (film)
Libel is een Britse dramafilm in zwart-wit uit 1959 onder regie van Anthony Asquith. De film is gebaseerd op het toneelstuk Libel! uit 1935 van Edward Wooll en werd destijds in Nederland uitgebracht onder de titel De laatste getuige.

## Verhaal
Een Canadese piloot, Jeffrey Buckenham, herkent op een televisie-uitzending over Loddon Hall een medegevangene ten tijde van zijn krijgsgevangenschap. Buckenham herkent de man van een Duits gevangenkamp tijdens de Tweede Wereldoorlog; daar bevonden in dezelfde barak zich twee dubbelgangers, beiden Engelsen: een nobele baron en een beginnend toneelspeler zonder manieren. Bij de vlucht uit het kamp moet een van de twee zijn omgekomen, maar het is niet zeker om wie het gaat. De vraag is of de Britse kasteelheer degene is die hij voorgeeft te zijn of dat er sprake is van een indringer die zijn rivaal uit de weg heeft geruimd.
Buckenham brengt het tot een rechtszaak, waarbij hij de baron ervan beticht de toneelspeler te zijn. De baron heeft daarop moeite om zijn identiteit te bewijzen. Zo mist hij, net als de toneelspeler, enkele vingerkootjes en is zijn geheugen opmerkelijk slecht. De bewijzen die de Canadees aanvoert lijken zo overtuigend dat zelfs zijn partner, Lady Loddon, gaat twijfelen.

## Rolverdeling
| Acteur              | Personage                                    |
| ------------------- | -------------------------------------------- |
| Dirk Bogarde        | Sir Mark Loddon/Frank Wellney/Number Fifteen |
| Olivia de Havilland | Lady Margaret Loddon                         |
| Paul Massie         | Jeffrey Buckenham                            |
| Robert Morley       | Sir Wilfred                                  |
| Wilfrid Hyde White  | Hubert Foxley                                |
| Anthony Dawson      | Gerald Lodden                                |
| Richard Wattis      | Rechter                                      |
| Martin Miller       | Dr. Schrott                                  |
| Richard Dimbleby    | Zichzelf                                     |
| Oliver Reed         | figurant                                     |

## Ontvangst
De film kreeg destijds overwegend positieve reacties van de Nederlandse pers, die de film omschreven als 'spannend'. Recensent van De Telegraaf schreef zo een positieve recensie waarin hij de lezer verzekert "gedurende anderhalf uur oog noch oor voor iets anders zult hebben dan voor het mysterie van Loddon Hall." Criticus van het Algemeen Handelsblad schreef dat in de film "slechts het vakmanschap van regisseur Anthony Asquith de dragende factor vormt, een vakmanschap dat men ook terugvindt in de cast. [..] Zelfs het scenario lijdt aan een overdegelijkheid in het doseren van de ingrediënten, die de spanning moeten veroorzaken en dit inderdaad ook doen. [..] De spanning blijft tot de laatste meter bestaan, zodat deze film volmaakt aan het gestelde doel beantwoordt. Men zal zich geen minuut vervelen."
Een enkele negatieve recensie kwam van De Tijd, waarin de recensent schreef dat regisseur Anthony Asquith met deze film "een vreemd en gezocht verhaal op een nogal vlakke maar verzorgde wijze vertelt. [..] Waarom zo'n bedacht gegeven te nemen, waarin voor de opmerkzame toeschouwer ook nog met de logica wordt gegoocheld? Neen, dit is toch wel op de eerste plaats een film voor de kritiekloze massa en voor degenen die van goedkope rommanetjes houden."

## Prijzen en nominaties
| Jaar | Prijs  | Categorie    | Genomineerde(n) | Uitslag     |
| ---- | ------ | ------------ | --------------- | ----------- |
| 1960 | Oscars | Beste geluid | A.W. Watkins    | Genomineerd |